# Murajkis
Murajkis (arab. مريقص) – wieś w Syrii, w muhafazie Aleppo. W 2004 roku liczyła 930 mieszkańców.